# Amerton

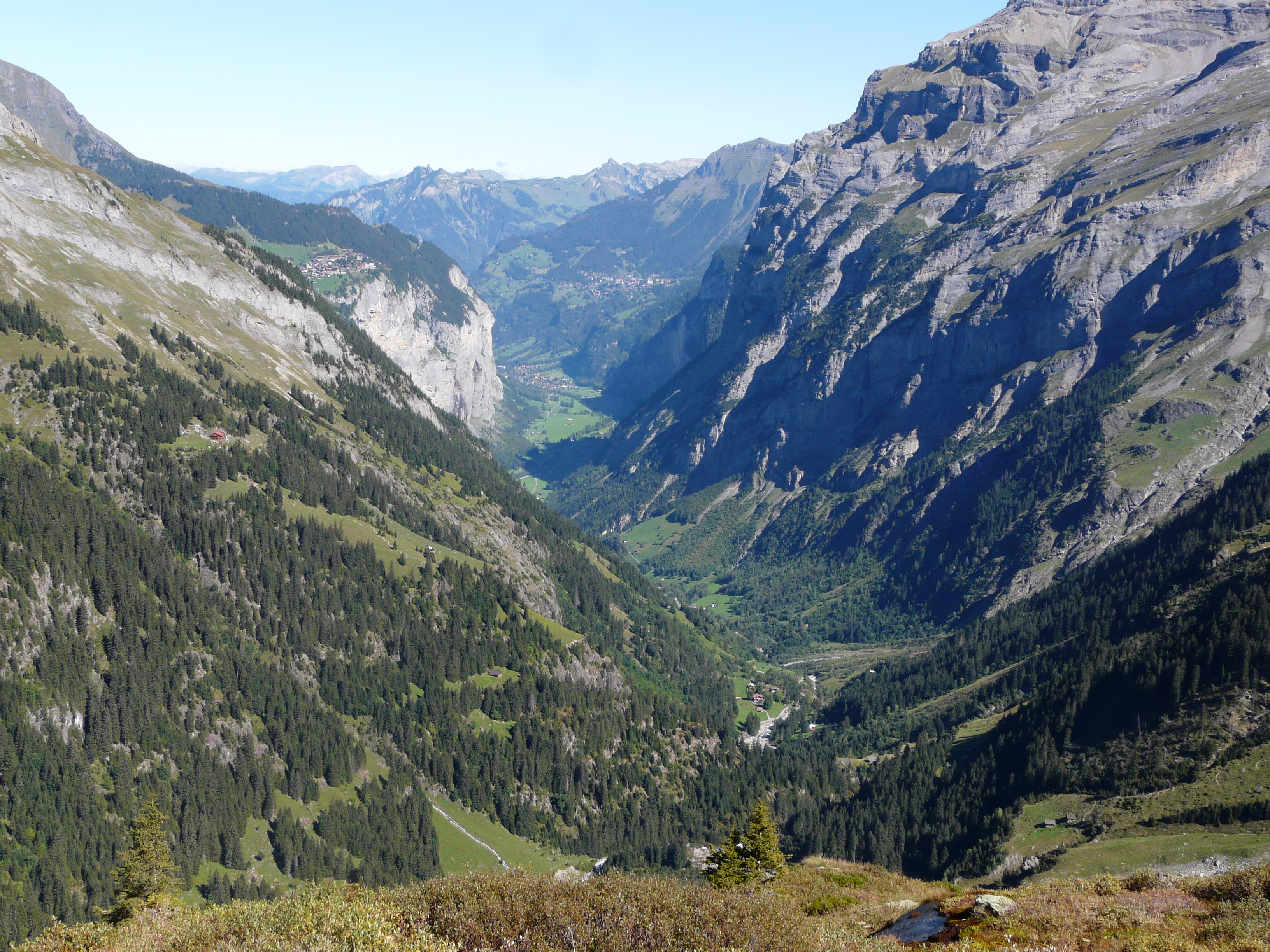
Hinteres Lauterbrunnental mit Undri Ammerta und Obri Ammerta am Hang im Vordergrund links der Bildmitte (2011)

Amerton, Ammerton oder Ammerten war eine grosse Siedlung im Ammertental hinter Stechelberg im Berner Oberland, Schweiz.
Besiedelt wurde Amerton durch die Walser, wie auch Mürren, Gimmelwald, Trachsellauenen und Sichellauenen im Lauterbrunnental sowie weitere Orte im Berner Oberland wie Saxeten. Wann und weshalb diese Siedlung aufgegeben wurde, weiss man nicht. Erwähnt wird sie letztmals im Chorgerichtsmanual von 1762.